# Großgartacher Straße 21 (Böckingen)

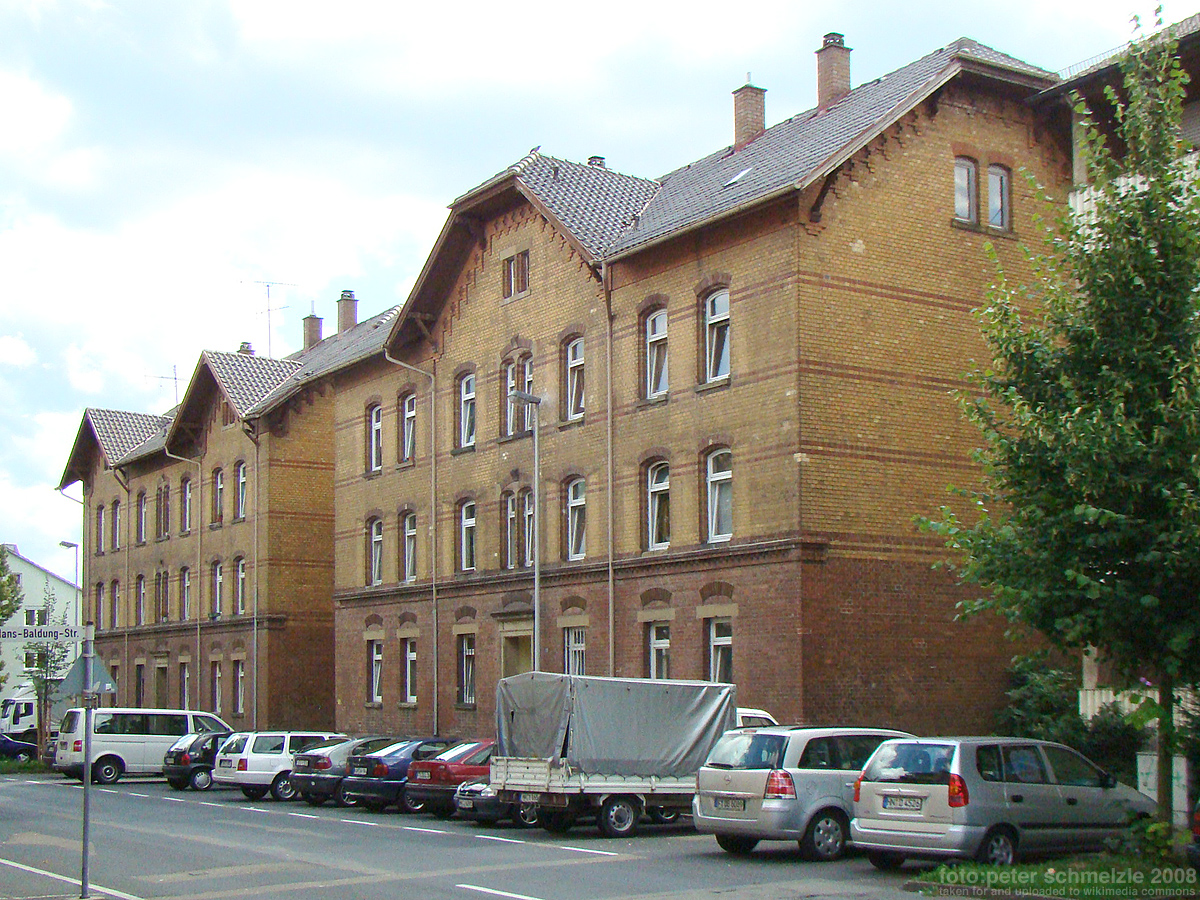
Die Wohnhäuser Großgartacher Straße 21 und 23 in Heilbronn-Böckingen

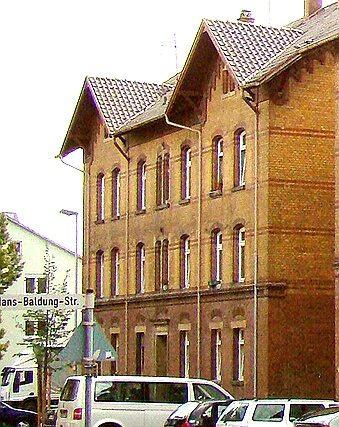
Detail: Großgartacher Straße 21

Das Wohnhaus Großgartacher Straße 21 im Heilbronner Stadtteil Böckingen steht heute unter Denkmalschutz.

## Geschichte
Das Gebäude wurde nach Plänen des Bezirksbauamtes und des Architekten Hartmann im Jahre 1899 für die Bediensteten der Königlichen Württembergischen Eisenbahninspektion errichtet. Hartmann entwarf ebenso das Nachbargebäude, Großgartacher Straße 23. Ein anderes Beispiel für die Wohnhausarchitektur für Eisenbahnbedienstete befindet sich in Heilbronn in der Schmollerstraße 22/24.

## Beschreibung
Das Wohnhaus Großgartacher Straße 21 ist ein traufständiger, dreistöckiger Sichtziegelbau. Die Fassade wird spiegelsymmetrisch durch sieben Fensterachsen gegliedert. Die rechteckigen Fenster im Erdgeschoss haben jeweils einen Fenstersturz aus Sandstein. Über jedem Fenster befindet sich als Fensterbekrönung ein Segmentbogen in farbig kontrastierendem Sichtziegelwerk. Die Fensterstürze in den beiden Obergeschossen greifen dieses Gestaltungselement ebenfalls auf. Die mittlere Fensterachse des Gebäudes besteht aus rundbogigen Zwillingsfenstern, die jeweils durch einen gemeinsamen Segmentbogen in Sichtziegelwerk zusammengefasst werden. Die Fassade wird außerdem durch horizontale Gesimsbänder aus farbig kontrastierendem Sichtziegelwerk gegliedert. Die beiden Zwerchgiebel an den beiden Seiten des Hauses sind jeweils zwei Fensterachsen breit, weisen jeweils ein rechteckiges Zwillingsfenster mit einem Fenstergewände aus Sandstein sowie ein Bogenfries unterhalb der Dachtraufe auf und sind jeweils von einem weit vorkragenden Satteldach mit sichtbaren geschnitzten Knaggen und Balkenköpfen überspannt.